# كربونات الزنك
كربونات الزنك هو مركب كيميائي صيغته ZnCO3، ويوجد على هيئة صلب بلوري أبيض.

## التحضير
يوجد المركب في الطبيعة في معدن سميثسونيت. ويمكن تحضير المركب مخبرياً من تفاعل أملاح الزنك مع بيكربونات البوتاسيوم على سبيل المثال:
{\displaystyle \mathrm {ZnSO_{4}+4\ KHCO_{3}\longrightarrow ZnCO_{3}+\ K_{2}SO_{4}+\ K_{2}CO_{3}+2\ CO_{2}+\ 2\ H_{2}O} }

## الخواص
يوجد المركب في الشروط القياسية على هيئة صلب أبيض، وهو غير قابل للانحلال في الماء بشكل عملي.
يؤدي تسخينه إلى الحصول على كربونات الزنك القاعدية  (Zn5(CO3)2(OH)6). ويؤدي الاستمرار بالتسخين إلى درجات حرارة مرتفعة إلى تفككه والحصول على أكسيد الزنك:
{\displaystyle \mathrm {ZnCO_{3}\longrightarrow \ ZnO+CO_{2}\uparrow } }
للمركب بنية بلورية تشبه بنية كربونات الكالسيوم (الكالسيت).